# Unió Esportiva Mataró
La Unió Esportiva Mataró és un equip de bàsquet català de la ciutat de Mataró.
Té les seves arrels l'any 1930, any que es van crear la secció de bàsquet de l'Iluro SC i l'Associació Esportiva Mataró. Després de la Guerra Civil, l'Iluro SC es convertí en Club Deportiu Mataró, equip que arribà a la primera divisió espanyoa la temporada 1963-64 amb Antoni Serra d'entrenador, i jugadors com Josep Maria Soler i Joan Martínez, ambdós internacionals per Espanya.
La temporada 1965-66, l'equip femení debutà en la primera divisió estatal en quedar-se la plaça i algunes jugadores del CIC Argentona, amb Maria del Carme Famadas al capdavant. El CE Mataró patí nombrosos problemes econòmics, i a partir del 1991 l'equip de bàsquet s'anomenà Club Bàsquet Mataró. El 1995 el CB Mataró es fusionà amb l'AE Mataró esdevenint Unió Esportiva Mataró, i des del 2011, tots els equips de base competeixen sota el nom d'Unió Esportiva Mataró.
El seu actual President és el Sr. Joan Pi. Joan Rubio és el director esportiu del club. Charly Giralt va substituir en Marc Guillem a la banqueta del Feimat Mataró de bàsquet l'any 2016.